# ALP-45DP
Az ALP45-DP  egy kanadai váltakozó áramú, Bo'Bo' tengelyelrendezésű villamos-dízelmozdony sorozat. A New Jersey Transit és a Agence métropolitaine de transport üzemelteti. A Bombardier gyártja 2010 óta. A mozdonyok első sorozata 2010 és 2012 között lett leszállítva. A típus egyaránt képes üzemelni 5 kV 60 Hz AC, 12,5 kV 60 Hz AC, 12 kV 25 Hz AC feszültségekről, továbbá kettő db Caterpillar 3512C HD típusú dízelmotorja segítségével bármilyen nem villamosított vonalon. A mozdonysorozat 4506-os psályaszámú tagja 2012május 30-án továbbított először menetrend szerinti vonatot  Lake Hopatcong és Hoboken Terminal között a Montclair–Boonton-vasútvonalon.

## Technikai jellemzői
A mozdony egy vezetőállással rendelkezik. Villamos üzemmódban a maximális teljesítménye 4400 kW, állandó teljesítménye 4000 kW, mellyel maximum 201 km/h sebességgel képes haladni. Nem-villamosított vonalakon a beépített két dízelmotor által termelt áram hajtja a forgóvázakba épített négy vontatómotort. Ekkor a mozdony teljesítménye alacsonyabb, maximum csak 3100 kW, folyamatosan 2700 kW. A sebessége is alacsonyabb: mindössze 160 km/h. A mozdonyba épített két dízelmotor jelentősen megnöveli a tömegét, teljes tömege 131 tonna, tengelyterhelése pedig 33 tonna. Ez azonban Amerikában még mindig a határon belül van, hiszen a legnagyobb tengelyterhelés 35 tonna (Európában maximum 22,5 tonna).

## Képek

ALP-45DP at Innotrans 2010
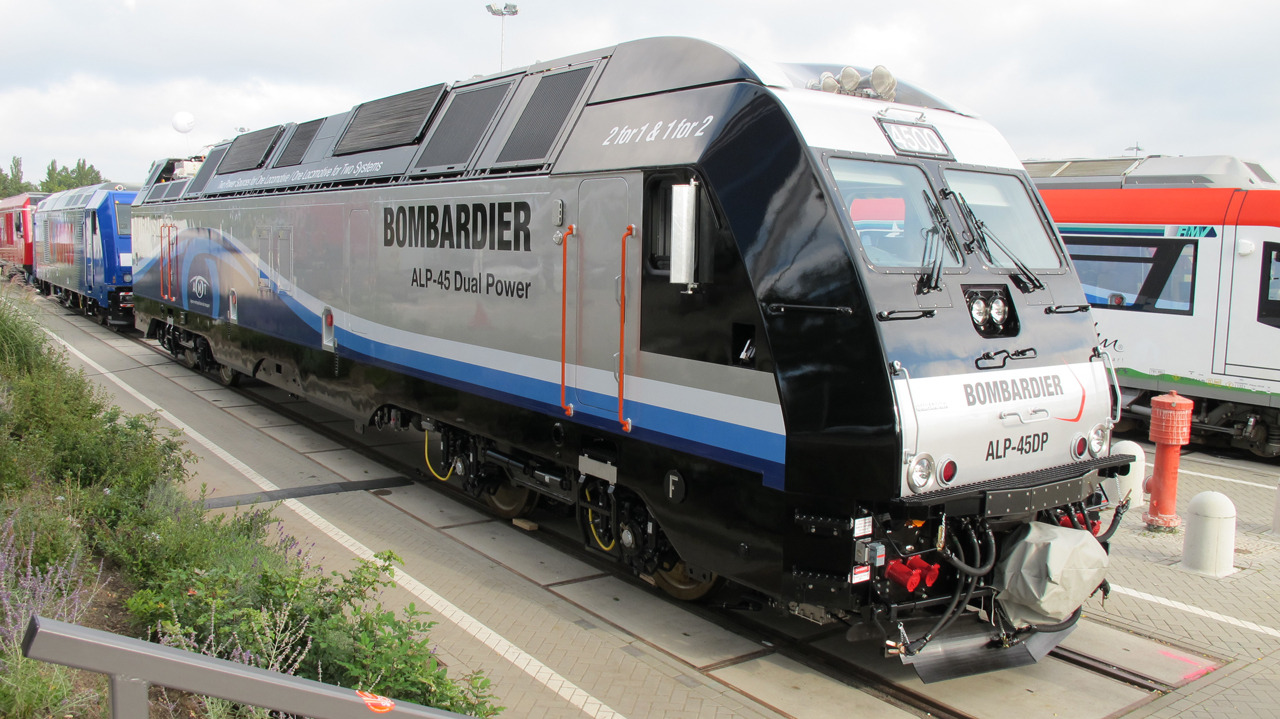
A mozdony szemből...
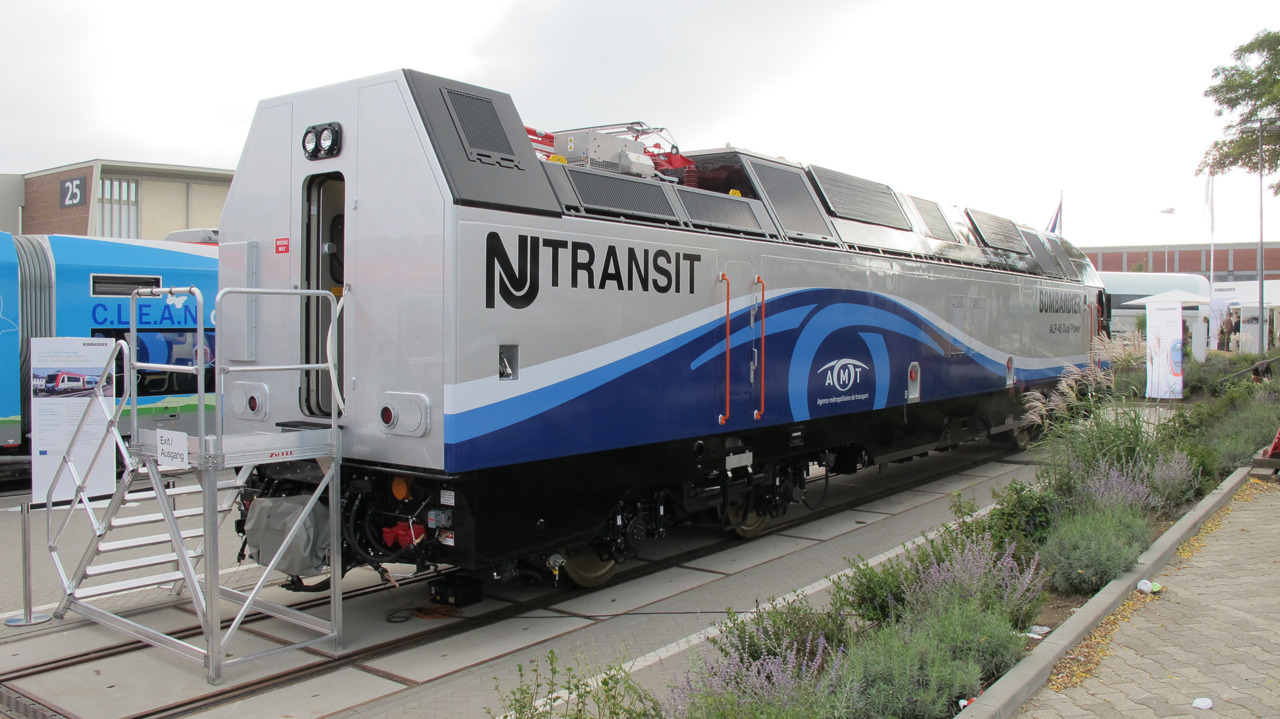
...és hátulról
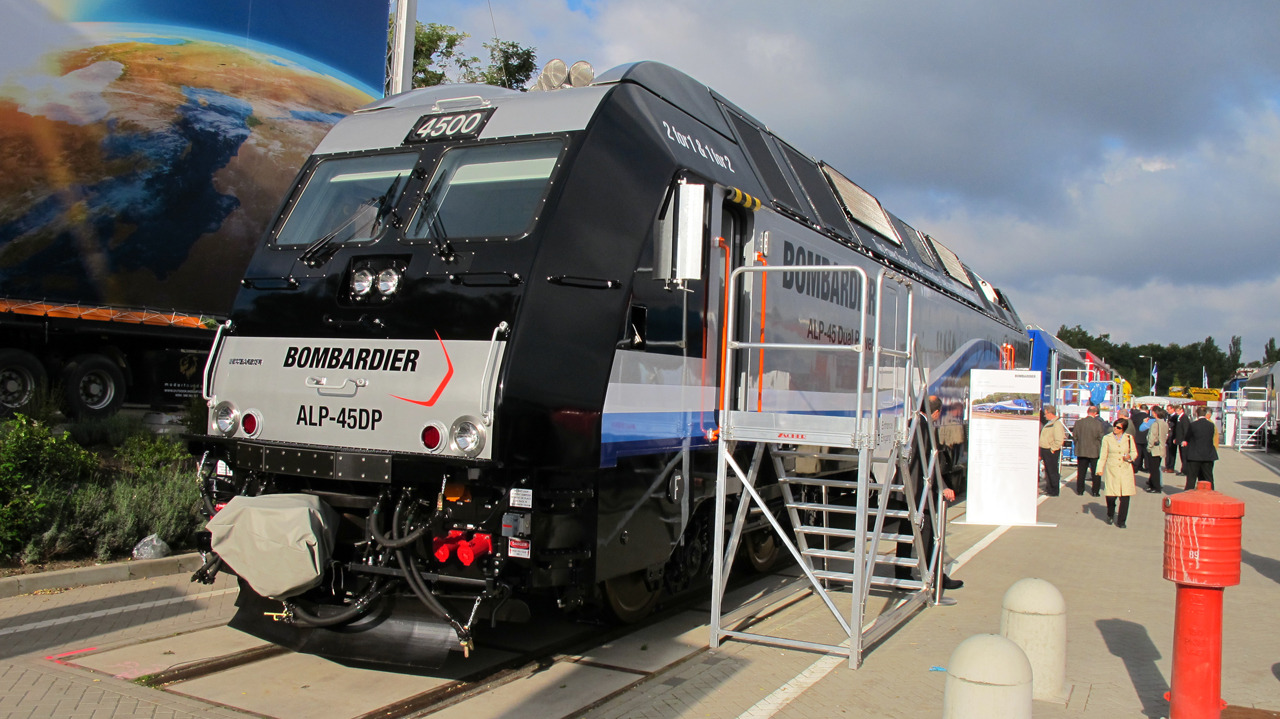
Bejárat a vezetőállásra
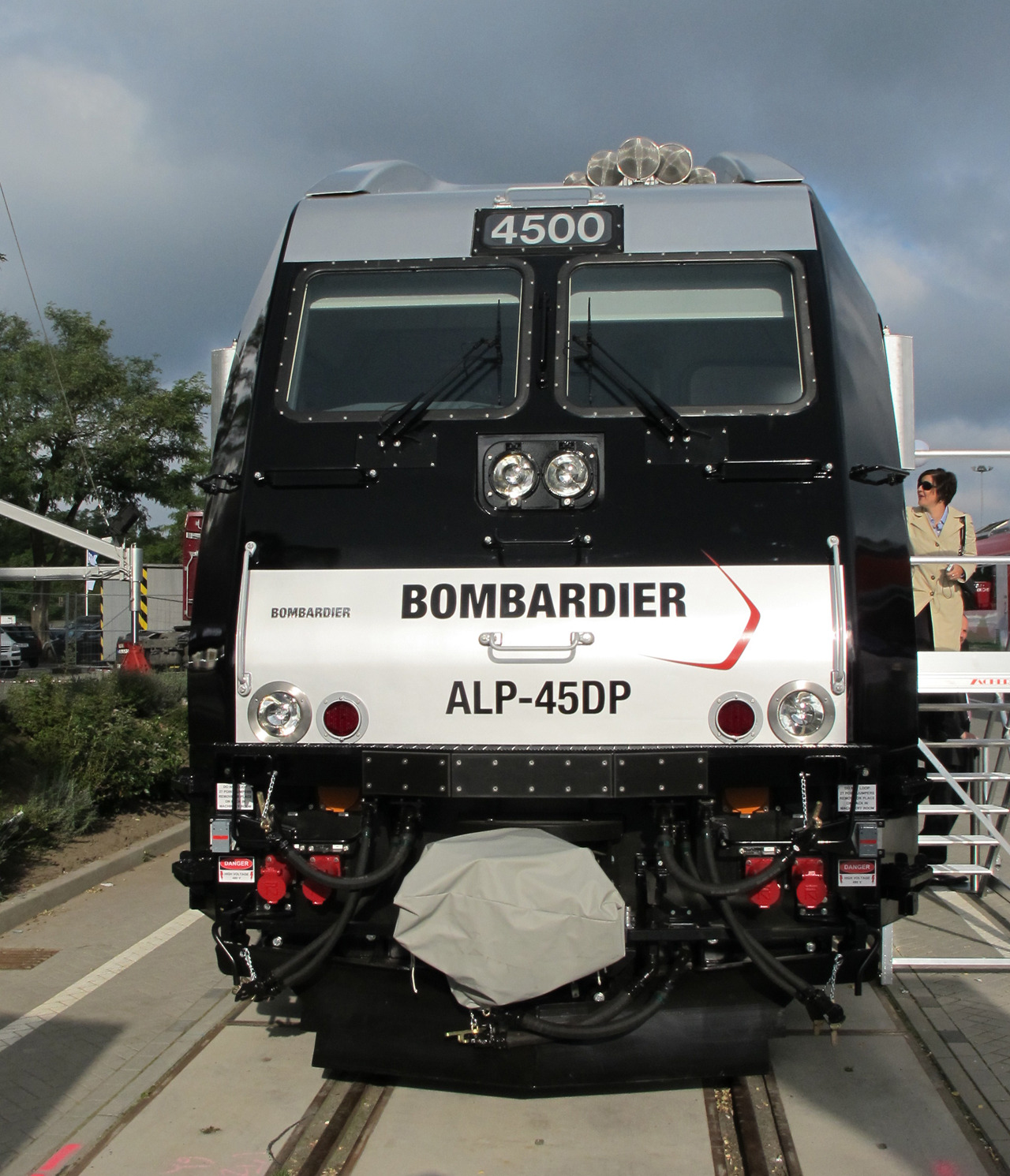
A mozdony homlokfala
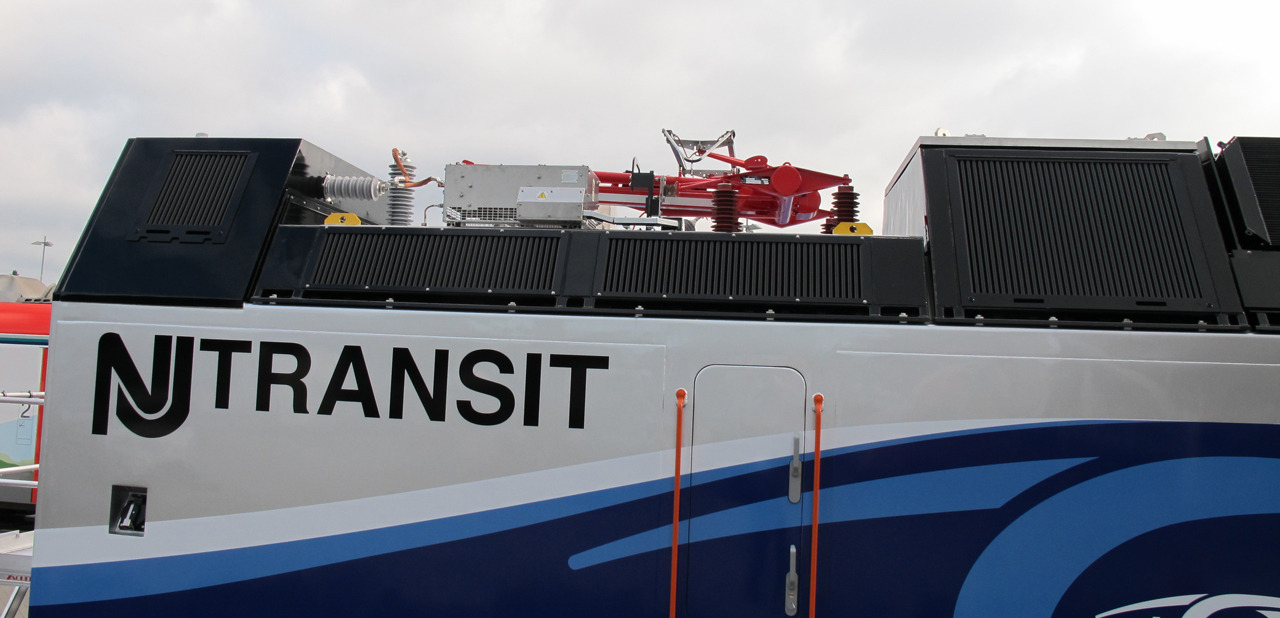
A lehúzott áramszedő
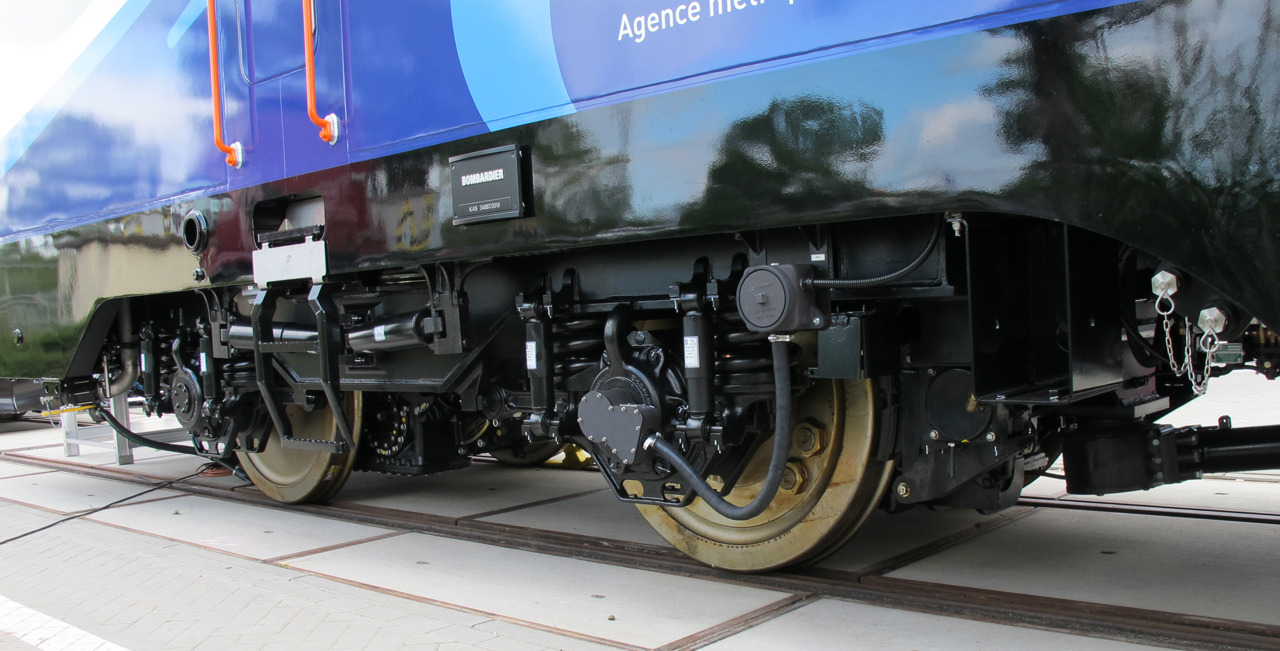
Forgóvázak és kerekek
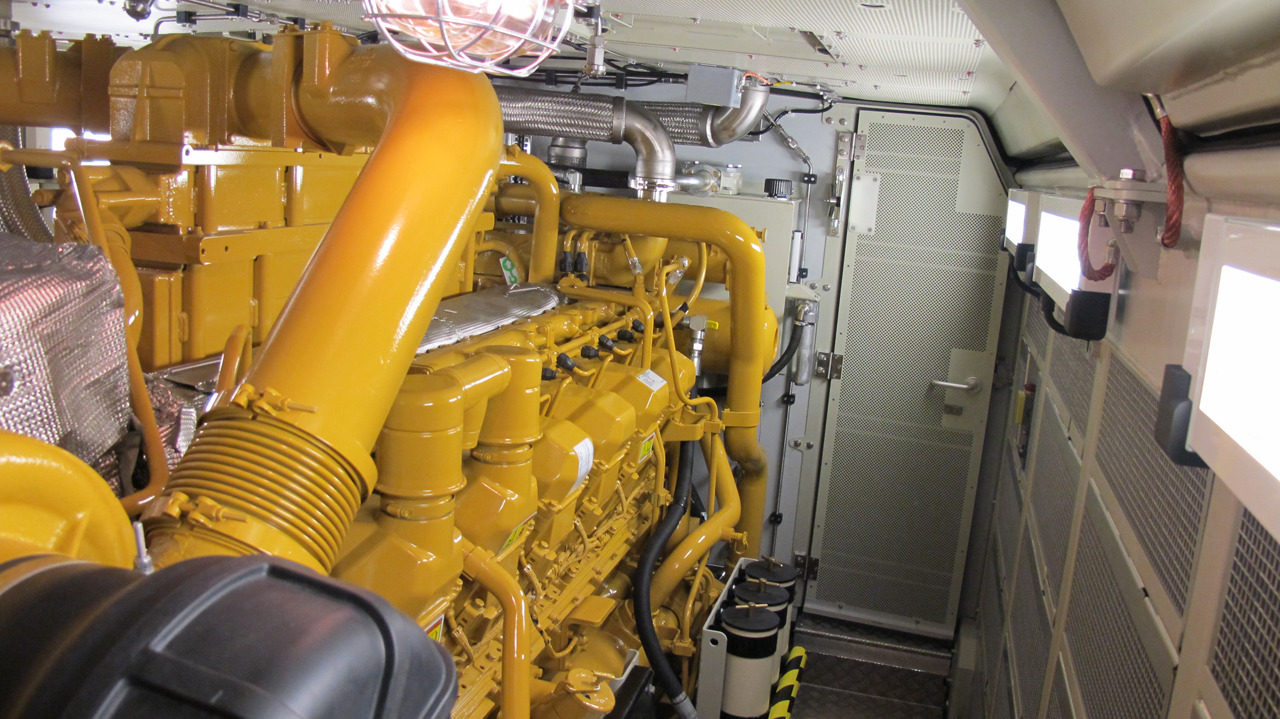
Caterpillar motor
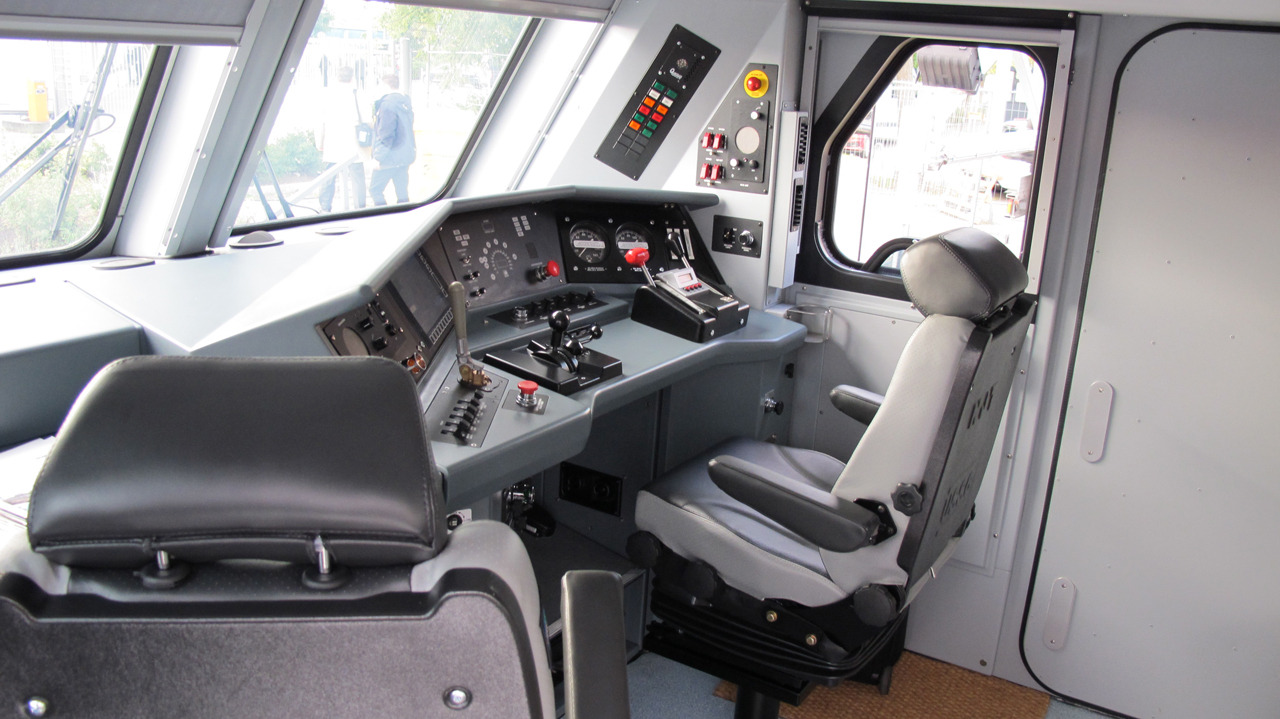
Vezetőállás
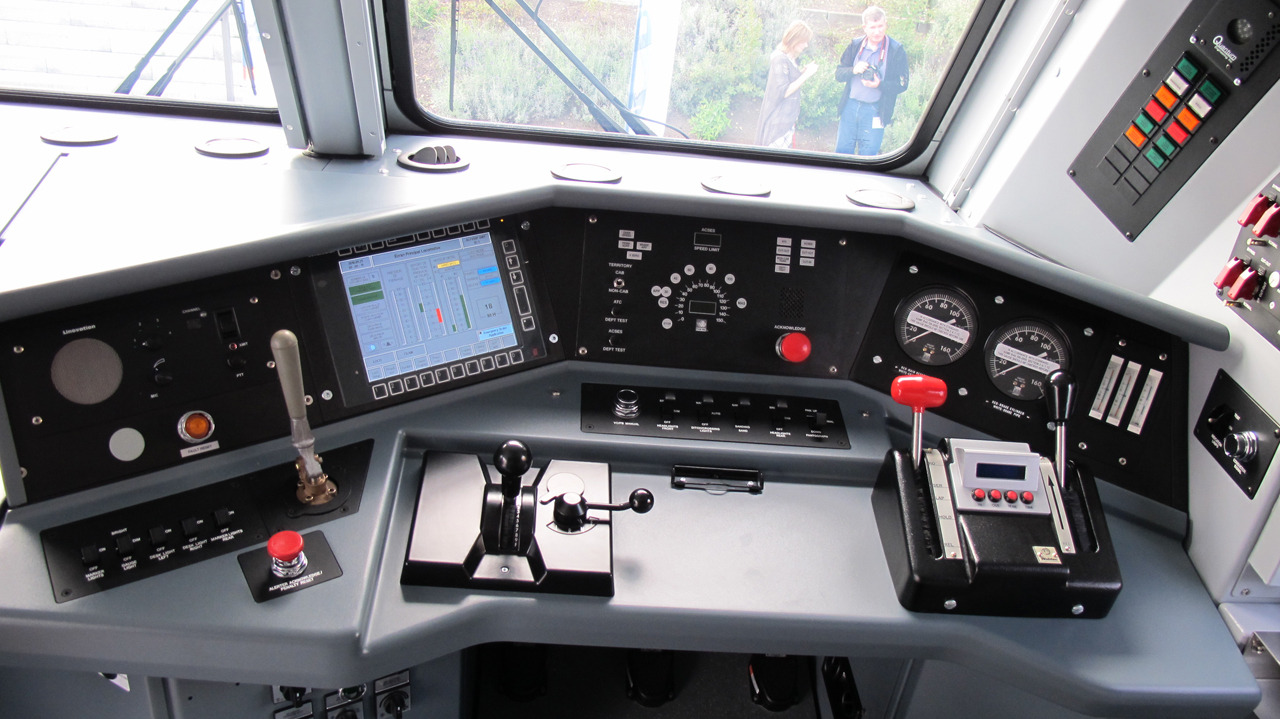
Műszerfal